# جرگه

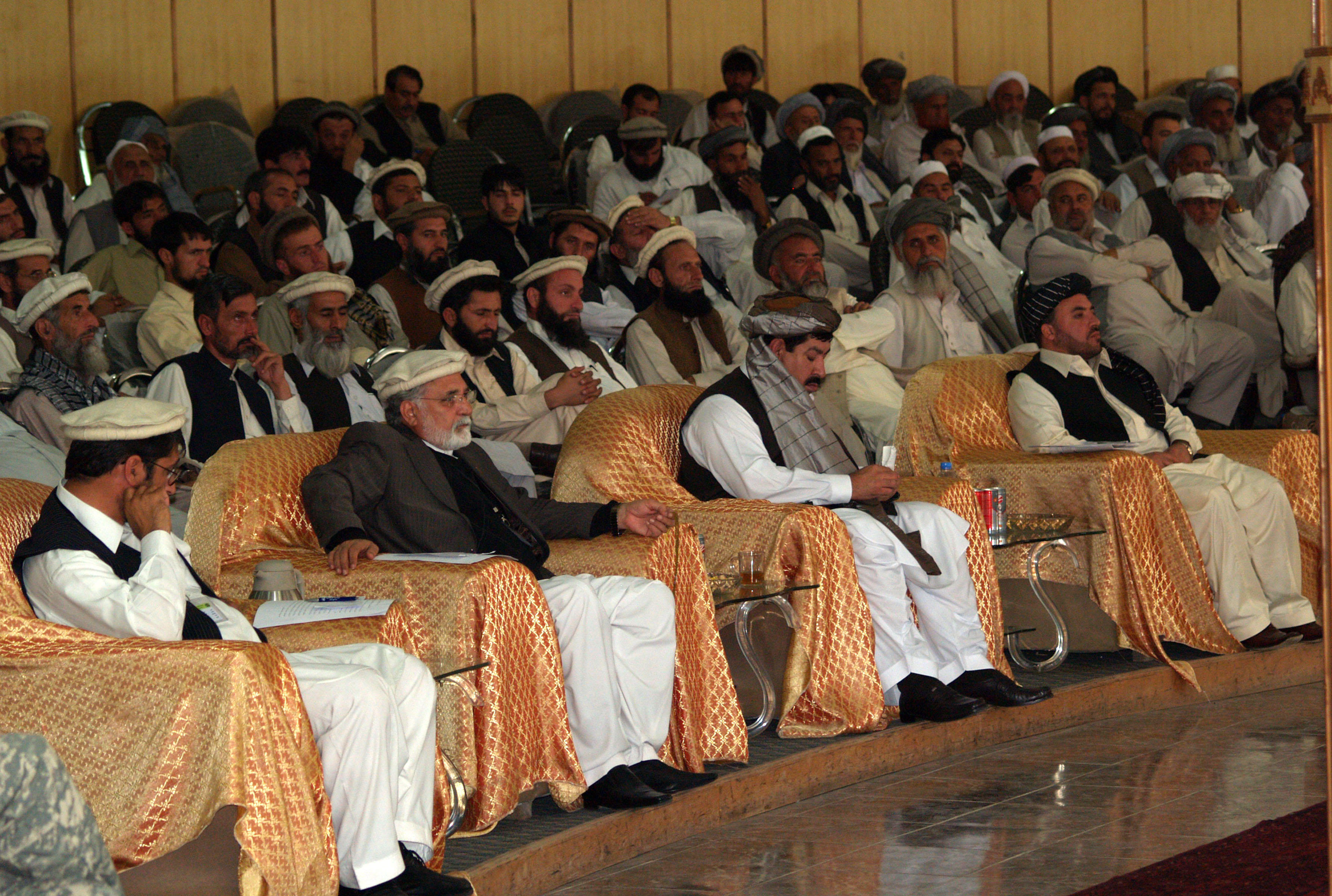
یک جرگه منطقه‌ای در جلال‌آباد، افغانستان.

جرگه (پشتو: جرګه)، یک گردهمایی سنتی رهبران است که طی آن باید بر اساس نظریه‌های جمعی و بر مبنای آموزه‌های پشتونوالی تصمیم بگیرند. یک سیستم فرهنگی قبیله‌ای که از قوانین ثابت یا مکتوب امروزی قدیمی‌تر بوده و به منظور حل و فصل منازعات میان مردم پشتون برگزار می‌شود، این سیستم تا حدی در میان سایر اقوام در افغانستان و پاکستان که از رسوم پشتون‌ها متأثر شده‌اند (از نظر تاریخی به آن‌ها افغان گفته می‌شود) نیز رایج است. هدف اولیه جرگه این بوده‌است تا از جنگ میان قبیله‌ها جلوگیری نماید. بیشتر جرگه‌ها در افغانستان برگزار می‌شود، اما در میان قبایل پشتون که در کشور همسایه پاکستان، به‌ویژه در ایالت خیبر پختون‌خوا (KPK)، زندگی می‌کنند نیز برگزار می‌گردد. حکومت پاکستان در ۲۰۱۷ قانون جایگزین حل منازعات ۲۰۱۷ را به این منظور تصویب کرد تا جرگه‌ها نیز در نظام قضایی رسمی شامل گردد. دیوان عالی پاکستان در پاسخ به دادخواست در ژانویه ۲۰۱۹ از جانب کمیسیون ملی وضعیت زنان (NCSW) و گزارش‌هایی از تحقیر نورم‌های قانون اساسی و حقوق بشر، برگزاری جرگه‌ها را تا اندازه‌ای که قانون اجازه می‌دهد و تنها به عنوان مجمعی برای حکمیت، میانجی‌گری، مذاکره یا آشتی میان جوانب دخیل در یک منازعه مدنی، محدود نمود.
طبق مجله اکونومیست، «بربریت از این منظر با جرگه مترادف است» که آن‌ها از مجازاتی چون به آتش کشیدن خانه مجرم استفاده می‌کنند، در حالی‌که از نظر دیگران این چنین مجازات نادر بوده و ریشه در بی‌سوادان دور افتاده دارد. سرمقالهٔ که در اوایل ژوئن ۲۰۲۰ در یک روزنامه پاکستانی بنام داون منتشر شد می‌گوید که، جرگه‌های غیرقانونی تنها محدود به ولسوالی‌های مربوط به قبایل نبوده، بلکه در سراسر پاکستان با مصونیت قانونی برگزار می‌گردد.
هرچند دیوان عالی پاکستان در ژانویه ۲۰۱۹ علیه رفتارهای غیرقانونی در جرگه‌ها و پنجایت‌ها (جرگه‌های کوچک) رأی داد، اما نخست‌وزیر پاکستان عمران خان در ژوئیه ۲۰۱۹ اظهار داشت که حکومت وی متعهد به تداوم نظام جرگه است.
بر اساس گفته‌های شیخ عبدالرشید، جرگه‌های غیررسمی از منابع عظیم تخطی حقوق بشر علیه زنان است. رشید می‌گوید که مردان هنوز هم به‌طور مداوم در معرض تهدیدهای جانی جنگ‌های میان قبیلهٔ قرار دارند و کار آن‌ها از این جنگ‌ها متأثر می‌شود، در عین حال زنان آن‌ها نیز مجبور به کارهای شاقه و گدایی می‌شوند. رشید می‌گوید که برخلاف تصوری که در مورد مزایای دادخواهی‌های سریع در جرگه‌ها وجود دارد، داوری‌های جرگه باعث محکوم شدن زنان، اقلیت‌ها و افرادی می‌شود که از نظر اقتصادی ضعیف‌تر هستند.

## اصطلاح‌شناسی و عملکرد

### منشأ و اصالت تاریخی
جرگه ممکن است با цирк (tsərk) مغولی هم‌ریشه باشد که به مفهوم یک گردهمایی بزرگ مردان دور یک حلقه وسیع بود، این حلقه در اوایل به‌منظور تشکیل محاصره در اطراف بازی‌ها یا حیوانات به‌منظور ورزش یا شکار غذا، تشکیل می‌شد. احتمالاً بزرگان پشتون نیز در اوایل برای بحث با یکدیگر یا گوش‌دادن به یک منازعه به‌شکل حلقوی می‌نشستند.

### روش‌شناسی کارکردی
شورای اجتماع اغلب در شرایطی مفهوم می‌دهد که میان دو شخص نزاعی وجود داشته باشد؛ در این‌گونه حالات ممکن است جرگه بخشی از مکانیزم حل منازعات باشد. طرفین بحث، معمولاً با یافتن یک میانجی آغاز شده و اشخاصی مانند رهبر ارشد دینی، فرد مشهور اجتماع یا یک متخصص میانجی‌گری (خان یا مشر) را انتخاب می‌کنند. در جوامع قبیله‌ای پشتون، مَلِک‌ها به عنوان میانجی‌های بالفعل در منازعات محلی، مشاور در سیاست‌گذاری دولت، جمع‌آوری کننده مالیات، رئیس شوراهای قریه و شهرهای کوچک و نمایندگان جرگه‌های ولایتی و ملی و هم‌چنین نماینده پارلمان عمل می‌کنند. میانجی به گفته‌های هر دو جانب گوش می‌دهد و سپس جرگهٔ متشکل از بزرگان اجتماع تشکیل داده و حتی طرف‌داران هر دو جانب را در جرگه در بر می‌گیرد. این جرگه قضیه را مورد بررسی قرار می‌دهد و پس از بحث روی موضوعات یک تصمیم دربارهٔ چگونگی حل آن اتخاذ می‌نماید و این تصمیم از جانب میانجی اعلام می‌شود. تصمیم جرگه الزام‌آور است.

### کارکرد شبه-قانونی
جرگه‌ها هم‌چنین در صورت ارتکاب جرایم به عنوان محکمه کاربرد داشتند، این کاربرد در مناطق شهرنشین پاکستان و افغانستان در حال جایگزینی با محاکم رسمی است، اما در مناطق قبیله‌ای هنوز هم به عنوان محاکم استفاده می‌شود.
جرگه در مناطق قبیله‌ای پاکستان از اعتبار محکمه برخوردار است. هرچند نماینده سیاسی که از جانب حکومت ملی تعیین گردیده نظم و قانون را از طریق مقررات جرایم مرزی (FCR) برقرار می‌نماید، اما قدرت حقیقی در جرگه نهفته‌است. نماینده سیاسی نظم و قانون را در منطقه قبیلهٔ خود به کمک جرگه برقرار می‌نماید. جرگه می‌تواند حکم اعدام بدهد، مانند سنگسار تا مرگ در صورت ارتکاب زنای محصنه یا تبعید از اجتماع.
جرگه‌ها در عملیات نظامی اخیر دولت پاکستان بر علیه القاعده و طالبان در مناطق ناآرام پاکستان که با افغانستان هم‌مرز است، نقش کلیدی را ایفا نموده و به عنوان میانجی میان دولت و شبه نظامیان عمل نمودند. مسلمانان دره کشمیر که در کشمیر تحت اداره هندوستان قرار دارند نیز سنت جرگه را اقتباس نموده‌اند.

### قانون جایگزین حل منازعات ۲۰۱۷ پاکستان
طبق احزاب سیاسی داخل حکومت در ۲۰۱۷، جرگه‌ها و پنجایت‌ها در میان مردم بسیار رایج هستند و از این‌رو به رسمیت‌شناسی آن‌ها باعث خواهد شد تا این سیستم‌ها شفاف‌تر و پاسخ‌گوتر شوند، اما احزاب سیاسی چپ‌گرا و مخالف دولت ترس خود را از این اظهار داشتند که این امر باعث رنج کشیدن طبقه ضعیف‌تر و مفاد نظام زمین‌داری خواهد شد. قانون جایگزین حل منازعات ۲۰۱۷ پاکستان انتخاب یک میانجی بی‌طرفِ ناظر را از میان هیئت که مورد تأیید دولت است و طرفین بر آن توافق دارند، مجاز قرار می‌دهد. اگر یک منازعه به‌طور مصالحه‌آمیز حل گردد، محکمه این قضاوت را رسمی خواهد کرد، در غیر این صورت هر کدام از طرفین می‌توانند برای حل منازعات خود به سیستم‌های قضایی رسمی دیگر مراجعه نمایند. باسط محمود، مواد قانون حل منازعات که به دولت اجازه می‌دهد در هر جرگه یک میانجی «بی‌طرف» بگمارد را نقد نموده و می‌گوید این کافی نیست، چون این میانجی‌های به اصطلاح «بی‌طرف» که باید داوری‌های جرگه‌ها را تأیید نمایند به احتمال زیاد متشکل از قضات بازنشسته و عالمان دینی دارای ماهیت محافظه‌کارانه خواهد بود، که این امر اصلی بی‌طرفی را کاملاً برعکس نموده و تأثیر بزرگی بر زندگی زنان در سراسر پاکستان می‌گذارد. باسط محمود همچنین از اداره حمایت کننده انگلستان، وزارت توسعه بین‌المللی، برای حمایت مالی از زن گریزی و محافظت از مسندهای قضاوت ADR انتقاد می‌کند.

#### عدالت بحث‌برانگیز و نقض حقوق بشر
دیوان عالی پاکستان در پاسخ به دادخواست در ژانویه ۲۰۱۹ میلادی از جانب کمیسیون ملی وضعیت زنان (NCSW) حکم داد که برگزاری جرگه‌ها تا اندازه‌ای که قانون اجازه می‌دهد و به عنوان مجمعی برای حکمیت، میانجی‌گری، مذاکره یا آشتی میان جوانب دخیل در یک منازعه مدنی که به خواست خود به آن رضایت نشان می‌دهند مجاز است؛ سایر تلاش‌ها و کارهای جرگه‌ها به‌منظور قضاوت در مورد موضوعات مدنی یا جرمی غیرقانونی است و اینکه روش‌های غیرقانونی جرگه‌ها مواد ۴، ۸، 10-A، ۲۵ و ۱۷5(3) قانون اساسی پاکستان را نقض می‌نماید و هم‌چنین این‌که «عملکرد جرگه‌ها/ پنچایت‌ها و … تعهدات بین‌المللی پاکستان تحت UDHR, ICCPR و CEDAW، که بر اساس آن‌ها دولت پاکستان مسئولیت دارد تا اطمینان حاصل کند که همگی به محاکم و مسندهای قضاوت دسترسی دارند و (تمامی مردم) در نزد قانون و در تمامی مراحل و فرایند محاکم و مسندهای قضاوت یکسان هستند، را نقض می‌نماید.
بر اساس گزارش‌های ابن عبدالرحمن روزنامه‌نگار پاکستانی، مقامات حقوقی دولت پاکستان از ولایات و فدرال در ژانویه ۲۰۱۹ میلادی، تعهداتی که از جانب دولت انجام شده بود را تأیید نموده و از دیوان عالی پاکستان خواستند تا اجازه ندهد جرگه‌ها و پنجایت‌ها با انجام اعمال غیرقانونی خود مانند قتل‌های ناموسی، «وانی»، «سوارا»، «کارو کاری» انجام شود، حقوق اساسی زنان که در قانون اساسی مشخص شده‌است را نقض نمایند و هم‌چنین این‌که دولت‌ها به کنوانسیون رفع هرگونه تبعیض علیه زنان (CEDAW) متعهد هستند.

#### مثال‌های از زیاده روی در داوری‌های جرگه
باسط محمود در ژانویه ۲۰۱۸ قانون حل منازعات جایگزین ۲۰۱۷ پاکستان را مورد انتقاد قرار داده و گفت که این قانون شرایطی را برای ایجاد یک سیستم عدلی موازی فراهم می‌کند که در نهایت می‌تواند صلاحیت دولت را تضعیف کند. بر اساس گزارش خبری ۲۰ ژوئن، دلاور وزیر در روزنامه پاکستانی «طلوع» و سرمقاله متعاقب آن، اداره محلی در منطقه قبایل پاکستان به شدت سعی می‌کردند تا یکی از قبایل احمدزی وزیری را از تطبیق فیصله جرگه، که طبق آن قبایل باید یک نیروی نظامی موازی (لشکر) حدود ۲۴۰۰ نفری را تشکیل داده و خانه مخالفان سیاسی چپ‌گرا را تخریب نمایند، بازدارند. اداره محلی برای این‌که بتواند جرگه قبیله‌ای را به پذیرش یک سازش مالی وادار نماید مجبور شد تا از نیروهای امنیتی نخبه درخواست کمک نماید، تا قربانی را وادار نموده به تقاضای یک میلیون روپیه جمع چهار قوچ به عنوان تاوان برای قربانی و قبیله وی، رضایت دهد.
بر بنیاد گزارش تربیون پاکستان در ژوئن ۲۰۲۰، جرگه (نوعی از محکمه پوشالی) تلاش نمود تا دختری خردسال ۱۳ ساله را به عنوان سوارا (مجازات) به نکاح مردی که ۴۱ سال دارد و قبلاً ازدواج کرده‌است، بدهد. به این اتهام که برادر وی با پسر/دختر کاکای خود رابطه ناشایست داشته‌است، اما فیصله جرگه بر اثر تلاش‌های یکی از نزدیکان پسر و به کمک پولیس عقیم گردید.
طی رویداد دیگری در ژوئن ۲۰۲۰ میلادی در منطقه سند پاکستان، پولیس برای جلوگیری از جرگه‌ای که دو خواهر را فرومایه «کاری» خواند و پدر آن‌ها را یک میلیون روپیه جریمه نموده و هم‌چنین فرمان کشتن دختران را صادر نمود، بسیار با مشکل مواجه شد (یک رسم خارج از قانون اما شایع است که دختران «کاری» - به معنی نقطه سیاه بر شرف خانواده و اجتماع–خوانده می‌شوند و در معرض مجازات‌های شدید از جمله قتل ناموسی قرار می‌گیرند، این رویداد چندین مرتبه با اتهام نادیده انگاشتن انتظارات در مورد حیا و عصمت که تنها مبنای آن شک است رخ داده‌است).

#### جرگه‌های تاریخی و زنان
محکمه اعلای سند در آوریل ۲۰۰۴ ممنوعیتی برای برگزاری جرگه‌ها وضع کرد، چون بعضی اوقات جزاهای غیرانسانی به افراد داده می‌شود، به‌ویژه برای زنان و مردانی که به اراده خود ازدواج می‌کنند. هرچند، این ممنوعیت نادیده گرفته شده‌است.
یک جرگه که تمامی اعضای آن زن بودند به‌نام خویندو جرگه («شورای خواهران») در پاکستان برگزار گردید که متشکل از ۲۵ عضو بود. این جرگه به ریاست تبسم ادنان برگزار گردید و تا سال ۲۰۱۳ به ۱۱ زن در راستای احقاق عدالت کمک کرد.